# Manasses von Hierges
Manasses von Hierges (* 11. oder 12. Jahrhundert in Saint-Gérard; † 8. Januar 1176 ebenda) war Konstabler im Königreich Jerusalem, sowie Herr von Ramla und Mirabel.

## Herkunft
Sein Vater war der Kreuzfahrer Heribrand III. von Hierges († 1114), Herr von Hierges in den Ardennen. Seine Mutter war Hodierna von Rethel, die Schwester König Balduins II. von Jerusalem. Durch die zweite Ehe seiner Mutter war Roger vom Prinzipat († 1119), Regent von Antiochia, sein Stiefvater.

## Leben
Manasses kam um 1140 nach Jerusalem und wurde dort von seiner Cousine, Königin Melisende zum Konstabler ernannt. Als Konstabler befehligte er die Armee und war, besonders nach dem Tod von Melisendes Ehemann König Fulko 1143 der wichtigste Beamte des Königreichs.
1144 führte er die Armee zum Entsatz der belagerten Stadt Edessa, die Stadt war aber bereits an Zengi gefallen als er eintraf. Als Reaktion auf den Fall Edessas traf 1148 der Zweite Kreuzzug im Heiligen Land ein. Manasses war beim Konzil von Akkon anwesend, bei dem die Belagerung von Damaskus beschlossen wurde, die kläglich scheiterte und woraufhin der Kreuzzug abgebrochen wurde.
Um 1150 heiratete er in erster Ehe Helvis von Ramla, die Witwe des Barisan von Ibelin. Aus dem Recht seiner Frau war er fortan Herr von Ramla und Mirabel und kontrollierte damit weite Teile Südpalästinas, mit Ausnahme der Herrschaft Ibelin, wo Helvis’ Sohn aus erster Ehe Hugo von Ibelin herrschte. Der gewonnene Machtzuwachs scheint Manasses das Misstrauen der alteingesessenen Barone des Königreichs eingebracht zu haben.
Im aufziehenden Machtkampf zwischen Königin Melisende und deren Sohn Balduin III. stand Manasses fest auf der Seite Melisendes. Als Balduin III. 1152 die ungeteilte Regierungsgewalt beanspruchte bewirkte Melisende zunächst eine Teilung des Landes, wobei Melisende Jerusalem und Nablus im Süden und Balduin Akkon und Tyrus im Norden erhielt. Balduin ernannte daraufhin seinen eigenen Konstabler, Humfried II. von Toron, zog viele der lokalen Barone auf seine Seite und marschierte im Süden ein. Er zwang Manasses in seiner Burg Mirabel zur Aufgabe und eroberte Jerusalem von Melisende. Manasses wurde ins Exil verbannt und als Konstabler durch Humfried ersetzt.
In den Herrschaften Ramla und Mirabel übernahm sein Stiefsohn Hugo von Ibelin die Herrschaft.
Manasses kehrte in seine Heimat zurück. Dort heiratete er nach dem Tod seiner ersten Gattin, Alix von Chiny († nach 1177), Tochter des Albert I. Graf von Chiny (Haus Chiny). Später trat er dem Benediktinerkloster Brogne in Saint-Gérard (bei Namur) bei, wo er 1176 starb.

## Nachkommen
Mit seiner ersten Frau, Helvis von Ramla, hatte er zwei Töchter:
- Helvis (1153/54 belegt), ⚭ um 1167 Anselm von Brie
- Isabella (1153/54 belegt) ⚭ um 1180 Hugo von Mimars

Mit seiner zweiten Frau, Alix von Chiny, hatte er acht Kinder:
- Heribrand († 16. Februar 1177)
- Heinrich († 1213), Herr von Hierges, ⚭ Yolande von Rumigny († 1248), Tochter des Nicolas III., Herr von Rumigny
- Albert II. († 1218), Bischof von Verdun
- Ludwig, Abt von Saint-Vidon, Verdun
- Walter († 18. September)
- Fadie, ⚭ Wilhelm Embriaco († nach 1204)
- Hodernie, ⚭ Herr von Grantgerin
- Melisende († 1200), ⚭ Wilhelm von Gommegnies